# Chiara Nespoli
Chiara Nespoli (Como, 11 gennaio 1987) è una calciatrice italiana, di ruolo difensore.

## Palmarès
- Campionato italiano di Serie A2: 1

Atalanta: 2004-2005
- Campionato italiano di Serie B: 1

Orobica: 2002-2003